# Вікі Крістіна Барселона
«Ві́кі Крісті́на Барсело́на» (англ. Vicky Cristina Barcelona) — американо-іспанський фільм Вуді Аллена, вийшов на екрани 15 серпня 2008 р. у США та 22 січня 2009 р. в Україні. Його показали поза конкурсом на кінофестивалі у Каннах у 2008 році. Рейтинг PG-13 від MPAA.
Автор українського перекладу — Сергій SKA Ковальчук.

## Сюжет
Американки Вікі (Ребекка Голл) та Крістіна (Скарлет Йохансон), приїжджають до Барселони на літо. У них дещо різні погляди на життя. Вікі є практичною і традиційною в підході до любові і відданості. Вона збирається одружитися з неромантичним Дугом. Вона приїхала в Барселону вивчати роботи майстрів. Крістіна є повною протилежністю Вікі, вона нонконформістка, спонтанна й не знає, чого вона хоче від життя й кохання.
На художній виставці вони побачили художника Хуана Антоніо (Хав'єр Бардем). Крістіна вражена й заінтригована ним з першого погляду. Марк і Джуді сказали дівчатам, що художник мав публічно-насильницькі стосунки зі своєю колишньою дружиною. У той же вечір дівчата випадково зустрілися з Хуаном Антоніо у ресторані. Він підійшов до їхнього столика й запропонував провести вихідні в місті Ов'єдо, оскільки товариш позичив йому невеликий літак. Там подивитися на скульптуру, яка його надихає, попити вина й зайнятися сексом утрьох. Крістіна приймає нахабне запрошення, але Вікі рішуче відмовляється, вона висміює його припущення про те, що вони б з ним переспали після п'ятихвилинного знайомства. Але Вікі погоджується супроводжувати подругу в будь-якому випадку для того, як вона каже, «щоб вберегти Крістіну від великої помилки».
Наприкінці першого дня Хуан Антоніо запрошує жінок до своєї кімнати. Вікі відмовляється, а Крістіна погоджується, проте згодом їй стає погано і її забирають до лікарні. Тому Вікі й Хуан Антоніо вимушені проводити час разом, поки Крістіна одужує. Хуан Антоніо розповідає їй про свою колишню дружину, їх бурхливі стосунки й запрошує її відвідати свого батька, старого поета, який змінює негативне ставлення Вікі до Хуана. Після вина за обідом і гітарного концерту Вікі опиняється в обіймах Хуана Антоніо.
Наступного дня Хуан везе їх назад до Барселони. Вікі почувається винною й не каже Крістіні про секс із Хуаном Антоніо. Вони починають віддалятися одне від одного. Вікі занурилася в дослідження каталонської культури, а Крістіна захопилася фотографією. Тим часом Дуг несподівано телефонує Вікі і пропонує одружитися в Іспанії. Вона ніяково погоджується, і він летить до неї. Крістіна та Хуан Антоніо живуть і творять разом.
Одного разу Хуану Антоніо повідомляють, що його колишня дружина Марія-Елена (Пенелопа Крус) намагалася накласти на себе руки, і, оскільки їй нікуди більше йти, він забирає її до себе додому та поселяє в кімнаті для гостей. Хоча спочатку Крістіна не довіряє Марії-Елені, вона швидко знаходить з нею спільну мову, і Марія допомагає їй робити фотографії.
Крістіна скоро розуміє, що колишнє подружжя, як і раніше, кохає одне одного, і Марія-Елена розповідає, що їхні любовні стосунки завжди були такими нестабільними, оскільки їм чогось бракувало. Марія вважає, що їм бракувало саме Крістіни, і вони втрьох стали «сімʼєю». Крістіна розповідає Вікі про свої відносини з Хуаном Антоніо та Марією-Еленою, не приховуючи того, що між ними відбувається. Вікі та Дуг цього не схвалюють, але й не засуджують її.
Літо закінчується. Вікі почувається нещасною в шлюбі й досі згадує ніч із Хуаном Антоніо. Джуді розповідає їй, що вона також нещаслива у шлюбі і вона бачить, що Вікі чекає така ж доля. Джуді радить їй кинути Дага й повернутися до Хуана Антоніо. Тим часом Крістіна повідомляє Хуанові Антоніо та Марії-Елені, що вона не зможе довго жити таким чином і тому повертається до Америки. Марія сприймає цю новину погано, вважаючи, що та просто використала їх. Крістіна проводить останні дні у Франції, а Хуан Антоніо та Марія знову сваряться і розходяться.
Задля щастя Вікі Джуді організовує їй та Хуану Антоніо «випадкову» зустріч. Вікі приїжає до Хуана Антоніо додому, вони пють вино, і Хуан знову намагається її спокусити. Йому це майже вдається, але раптом у дім вривається Марія з револьвером і починає стріляти. Хуан Антоніо намагається заспокоїти колишню дружину й випадково стріляє Вікі в руку. Після цього Вікі йде геть і не хоче мати нічого спільного з такими божевільними людьми.
Після повернення з Франції Вікі розповідає Крістіні свою правдиву історію. Крістіна каже, що вона ніколи не знала, що Вікі відчувала щось до Хуана Антоніо, і вона б допомогла їй. Дуг ніколи не дізнається про це. Після цього вони втрьох їдуть до Америки. Вікі повертається до подружнього життя, а Крістіна залишається там, де і була, знаючи тільки те, чого вона не хоче. Вікі обирає «ідеальне» життя, яке і планувала, а Крістіна обирає життя без планів. Подруги залишаються тими, ким і були.

## У ролях
- Хав'єр Бардем[2] — Хуан Антоніо Гонзало
- Пенелопа Крус[3] — Марія-Елена
- Скарлет Йогансон[4] — Крістіна
- Ребекка Голл[5] — Вікі
- Кріс Месіна — Дуг
- Патриція Кларксон — Джуді Неш
- Кевін Дун — Марк Неш

## Вихід на екрани
- США: 15 серпня 2008 р.
- Франція: 17 травня 2008 р. на Каннському кінофестивалі
- Іспанія: 17 вересня 2008 р.
- Італія: 26 вересня 2008 р.
- Нідерланди: 20 листопада 2008 р.
- Німеччина: 4 грудня 2008 р.
- Швейцарія : 24 грудня 2008 р.
- Україна: 22 січня 2009 р.[6]

## Кінокритика
На сайті Rotten Tomatoes кінофільм отримав рейтинг у 82 %, а на сайті Metacritic — 70.

## Нагороди

### Оскар
- Найкраща акторка другого плану — Пенелопа Крус

### BAFTA
- Найкраща акторка другого плану — Пенелопа Крус

### Золотий глобус
- Найкращий фільм (комедія або мюзикл)
- Найкраща чоловіча роль (комедія або мюзикл) — Хав'єр Бардем (номінований)
- Найкраща жіноча роль (комедія або мюзикл) — Ребекка Голл (номінована)
- Найкраща жіноча роль другого плану — Пенелопа Крус (номінована)

### Премія«Незалежний дух»
- Найкращий сценарій — Вуді Аллен
- Найкраща акторка другого плану — Пенелопа Крус
- Найкраща чоловіча роль — Хав'єр Бардем (номінований)